# Djeidi Gassama
Djeidi Gassama (Sélibaby, 10 de septiembre de 2003) es un futbolista mauritano que juega en la demarcación de extremo para el Rangers F. C. de la Scottish Premiership.

## Biografía
Tras empezar a formarse como futbolista en el AS Poissy, FC Mantois 78, y en el Stade Brestois 29, tras cuatro años se marchó a la disciplina del Paris Saint-Germain F. C. Finalmente hizo su debut con el primer equipo el 14 de mayo de 2022 en la Ligue 1 contra el Montpellier H. S. C., sustituyendo a Ángel di María en el minuto 89, partido que finalizó con un resultado de 0-4 a favor del conjunto parisino tras los goles de Kylian Mbappé, Ángel di María y un doblete de Leo Messi.
Durante la temporada 2022-23 estuvo cedido en el KAS Eupen, equipo con el que jugó 19 encuentros en la Pro League, antes de ser traspasado en agosto de 2023 al Sheffield Wednesday F. C. Allí estuvo dos años y en julio de 2025 se unió al Rangers F. C.

## Clubes
| Club                      | País       | Año       | Partidos | Goles |
| ------------------------- | ---------- | --------- | -------- | ----- |
| Paris Saint-Germain "II"  | Francia    | 2022      | 1        | 0     |
| Paris Saint-Germain F. C. | Francia    | 2022      | 1        | 0     |
| KAS Eupen (cedido)        | Bélgica    | 2022-2023 | 20       | 2     |
| Sheffield Wednesday F. C. | Inglaterra | 2023-2025 | 84       | 12    |
| Rangers F. C.             | Escocia    | 2025-     |          |       |